# Otomys jacksoni
Otomys jacksoni és una espècie de mamífer rosegador de la família dels múrids. És endèmic de les parts altes del Mont Elgon (Kenya i Uganda), on viu a altituds d'entre 3.300 i 4.200 msnm. De tant en tant se'l considera part de O. typus, però se'n diferencia pel fet de tenir set làmines a la tercera molar superior (en lloc de vuit o nou). També és més petit i té el pelatge de color marró fosc.
L'espècie fou anomenada en honor de l'administrador, explorador i ornitòleg britànic Frederick John Jackson.